# 下水道管理技術認定試験
下水道管理技術認定試験（げすいどうかんりぎじゅつにんていしけん）とは、日本下水道事業団が行う下水道で従事する技術者の認定試験である。

## 概要
下水道管路施設の維持管理業務に従事する技術者の技術力を公平に判定し認証することにより、管路施設維持管理の健全な発展と技術者の技術水準の向上を図り、下水道の適正な維持管理に資することが目的である。

## 区分
- 管路施設 - 管路施設の維持管理を適切に行うために必要とされる技術

## 受験資格
- 受験資格なし

## 試験
- 11月上旬頃に札幌市、仙台市、東京都、新潟市、名古屋市、大阪市、広島市、高松市、福岡市、那覇市で行われる。

### 試験科目
管路施設
1. 工場廃水
2. 維持管理
3. 安全管理
4. 法規